# جو آن
جو کیونگ جین (کره‌ای: 조경진؛ زادهٔ ۱۴ نوامبر ۱۹۸۲) که به‌طور حرفه‌ای با نام جو آن (کره‌ای: 조안؛ انگلیسی: Jo An) شناخته می‌شود، بازیگر اهل کره جنوبی است. او به خاطر ایفای نقش در فیلم‌های لیفتینگ کینگ کنگ (۲۰۰۹) و قهرمان کوچک من (۲۰۱۳) شناخته می‌شود. او در مجموعه‌های تلویزیونی همچون گوانگ‌گه‌تو فاتح بزرگ و گروه عملیات ویژه ده ایفای نقش کرده است.